# باتريك مونتيرو
باتريك روبسون دي سوزا مونتيرو (بالبرتغالية: Patrick Robson de Souza Monteiro) هو لاعب كرة قدم برازيلي، ولد في 11 مايو 1998 في البرازيل يلعب في نادي حتا. لعب مع SV Horn ‏.

## وصلات خارجية
- باتريك روبسون دي سوزا مونتيرو على موقع قاعدة بيانات كرة القدم.إي يو (الإنجليزية)
- باتريك روبسون دي سوزا مونتيرو على موقع Soccerway.com (الإنجليزية)
- باتريك روبسون دي سوزا مونتيرو على موقع عالم كرة القدم.نت (الإنجليزية)